# Tarenna nilotica
Tarenna nilotica är en måreväxtart som beskrevs av William Philip Hiern. Tarenna nilotica ingår i släktet Tarenna och familjen måreväxter. Inga underarter finns listade i Catalogue of Life.